# 멕시코 그리스 정교회 수도 대교구

멕시코 그리스 정교회 수도 대교구(영어: Greek Orthodox Metropolis of Mexico)는 콘스탄티노폴리스 세계총대주교청 소속 대교구이다. 멕시코 멕시코시티에 교구청이 있다. 현재 수도 대주교는 멕시코의 아테나고라스이다.

## 역사
콘스탄티노폴리스의 바르톨로메오스 1세는 이아코보스 미국 대주교가 은퇴한 후 콘스탄티노폴리스 세계총대주교청 소속 북남미 대교구(大敎區)를 재편성하는 것이 서반구의 교회에 더 좋다고 판단했다. 그 후 1996년 7월, 중미(中美)와 카리브해의 섬들을 관할하는 대교구가 신설되었고 아테나고라스가 대주교로 착좌하였다. 대교구의 관할지역으로 멕시코를 포함해 중미의 모든 국가와 남미의 콜롬비아와 베네수엘라 그리고 쿠바, 푸에르토리코, 아이티, 도미니카공화국을 포함한 카리브해의 모든 섬나라가 포함하고 있다.

## 같이 보기
- 동방 정교회
- 콘스탄티노폴리스 세계총대주교청